# Аун аль-Хасауна
Аун аль-Хусаун (араб. عون الخصاونة; род. 22 февраля 1950) — премьер-министр Иордании (2011—2012).

## Биография
Родился в Аммане. Учился в Куинз-колледже Кембриджского университета в Англии, где он получил степень бакалавра в области истории и права, а также степень магистра в области международного права. В 1975 году приступил к работе в дипломатической службе Иордании. С 1976 по 1980 год —второй, а затем первый секретарь в Постоянном представительстве Иордании при ООН. С 1980 по 1990 работал в министерстве финансов. С 1991 по 1994 год он был юридическим советником делегации Иордании в мирных переговорах между Израилем и Иорданией.
Он был избран судьёй Международного суда ООН в 1999 году и переизбран в 2008 году. Там он работал с 6 февраля 2000 до 31 декабря 2011 года.
17 октября 2011 года с поста Премьер-министра Иордании ушёл Маруф аль-Бахит. Король Иордании Абдалла II поручил сформировать новое правительство Ауну аль-Хусауну При назначении на должность потребовал впервые от короля гарантий использования полностью своих полномочий премьер-министра. Король принял присягу нового правительства 24 октября 2011 года, из 29 министров 14 назначены впервые. 26 апреля 2012 года Аун аль-Хусаун подал в отставку с поста премьер-министра, и король Абдалла II эту отставку принял.

## Награды
- Орден «Аль-Истикляль» первой степени (1993 год)
- Орден «Аль-Каукаб» первой степени (1996 год)
- Орден «Нахда» первой степени (1996 год)
- Кавалер Ордена Почетного Легиона второй степени (1997 год)[1]